# Kwark
Kwark – cząstka elementarna, fermion mający ładunek kolorowy (czyli podlegający oddziaływaniom silnym). Według obecnej wiedzy cząstki elementarne będące składnikami materii można podzielić na dwie grupy. Pierwszą grupę stanowią kwarki, drugą grupą są leptony. Każda z tych grup zawiera po sześć cząstek oraz ich antycząstki, istnieje więc sześć rodzajów kwarków oraz sześć rodzajów antykwarków.
Za symbol kwarka przyjmuje się literę {\displaystyle q.} Każdemu kwarkowi odpowiada jego antycząstka, antykwark, oznaczany symbolem {\displaystyle {\overline {q}}.} Według dzisiejszego stanu wiedzy kwarki są niepodzielne.

## Historia

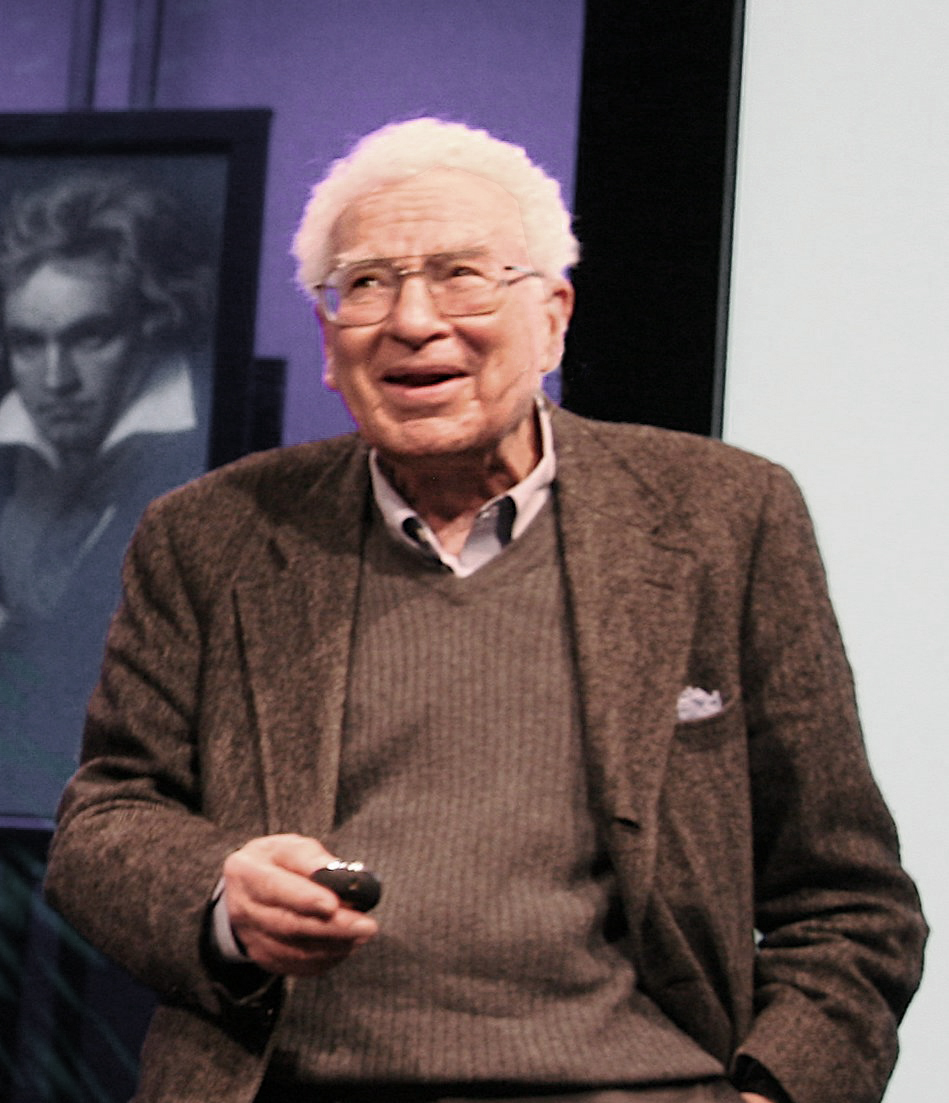
Murray Gell-Mann – współtwórca teorii kwarków

Hipotezę istnienia kwarków jako elementarnych składników materii wysunęli niezależnie od siebie Murray Gell-Mann i George Zweig w 1964 roku. Nazwę zaproponował Gell-Mann. Słowo quark pochodzi ze zdania Three quarks for Muster Mark! z powieści „Finnegans Wake” autorstwa Jamesa Joyce’a. Zdanie to jest zniekształconą formą okrzyku Drei Mark für muster Quark! (niem. „Trzy marki za znakomity twaróg!”), który autor usłyszał na targu. Cytat mówi o trzech kwarkach, a w owym czasie Gell-Mann i Zweig postulowali istnienie właśnie trzech cząstek – u, d i s – oraz ich antycząstek: u, d i s.
Szansa na potwierdzenie istnienia kwarków pojawiła się w 1968 podczas eksperymentów z głęboko nieelastycznym rozpraszaniem elektronów w SLAC. Przy mniejszych energiach elektrony odbijały się od protonu tak, jakby był on jednorodną elastyczną kulką. Przy wzroście energii zderzeń, gdy pęd elektronów zwiększano na tyle, że długość fali materii tych elektronów stała się mniejsza od rozmiarów protonu, elektrony zaczęły rozpraszać się w taki sposób, jakby zderzały się z punktowymi obiektami wewnątrz protonu (to znaczy miały określoną energię i poruszały się pod określonymi kątami do pierwotnego kierunku). Gdyby ładunek wewnątrz protonu był rozłożony równomiernie, elektrony powinny rozpraszać się pod niewielkimi kątami. Eksperyment natomiast ujawnił nadspodziewanie dużo rozproszeń pod dużymi kątami. Jest to efekt analogiczny do obserwowanego 50 lat wcześniej w doświadczeniu Rutherforda (niezgodność kąta rozpraszania z oczekiwaniami).
Siła oddziaływania między kwarkami dąży do nieskończoności dla odległości rzędu 1 fm, czyli rozmiaru protonu, dlatego hadrony bombardowane coraz większymi energiami w żargonie są „coraz twardsze” (kąt rozproszenia niewiele się zmienia).
Doświadczenia te wykazały, że protony (podobnie jak neutrony, o czym przekonano się później) mają wewnętrzną strukturę. Dla opisania zderzeń hadronów Richard Feynman wprowadził w roku 1969 model, w którym hadrony składały się z innych cząstek, nazwanych przez niego partonami. Partony Feynmana zostały szybko zidentyfikowane z kwarkami Gell-Manna oraz z gluonami, czyli cząstkami, za pośrednictwem których kwarki oddziałują ze sobą.
Wraz z rozwojem fizyki wysokich energii i fizyki cząstek elementarnych oraz dzięki prowadzonym coraz dokładniejszym badaniom odkrywano kolejne kwarki: c, b i t oraz ich antycząstki: c, b i t. Z odkryciem nowych cząstek zaistniała potrzeba dodatkowej parametryzacji. Kwarki zostały podzielone na trzy rodziny (generacje); oprócz tego, stosuje się również podział na kwarki lekkie: u, d i s i kwarki ciężkie: c, b i t.
Za potwierdzenie doświadczalne istnienia kwarków Henry Kendall, Jerome I. Friedman i Richard E. Taylor otrzymali w 1990 roku Nagrodę Nobla w dziedzinie fizyki.

## Właściwości kwarków

Struktura protonu zbudowanego z trzech kwarków: dwóch górnych „u” i jednego dolnego „d” (układ uud), związanych oddziaływaniem silnym przenoszonym przez gluony

Kwarki są cząstkami oddziałującymi silnie. Nie występują one jako cząstki swobodne i nie da się ich oderwać i odizolować. Kwarki są cząstkami uwięzionymi i występują w układach złożonych, które nazwano hadronami. Zebrane właściwości kwarków przedstawia poniższa tabela.
| Nazwa                | Symbol | Generacja | Izospin I | Zapach  | Ładunek e | Masa bieżąca m (MeV/c²) | Masa konstytuentna M (GeV/c²) |             | Antycząstka                     | Symbol |
| -------------------- | ------ | --------- | --------- | ------- | --------- | ----------------------- | ----------------------------- | ----------- | ------------------------------- | ------ |
| górny                | u      | 1         | +½        | U = +1  | +⅔        | 1,5–4,0[5]              | {\displaystyle \simeq } 0,31  | antygórny   | {\displaystyle {\overline {u}}} |        |
| dolny                | d      | 1         | –½        | D = −1  | –⅓        | 4–8[5]                  | {\displaystyle \simeq } 0,31  | antydolny   | {\displaystyle {\overline {d}}} |        |
| dziwny               | s      | 2         | 0         | S = −1  | –⅓        | 80–130[5]               | {\displaystyle \simeq } 0,50  | antydziwny  | {\displaystyle {\overline {s}}} |        |
| powabny              | c      | 2         | 0         | C = +1  | +⅔        | 1150–1350[5]            | {\displaystyle \simeq } 1,60  | antypowabny | {\displaystyle {\overline {c}}} |        |
| niski, piękny[6]     | b      | 3         | 0         | B* = −1 | –⅓        | 4100–4400[5]            | {\displaystyle \simeq } 4,60  | antyniski   | {\displaystyle {\overline {b}}} |        |
| wysoki, prawdziwy[6] | t      | 3         | 0         | T = +1  | +⅔        | 170900±1800[7]          | {\displaystyle \simeq } 180   | antywysoki  | {\displaystyle {\overline {t}}} |        |
Zapachu B kwarka niskiego b (aby uniknąć kolizji oznaczeń, w tabeli oznaczono B*) nie należy mylić z liczbą barionową B.

### Spin
Wszystkie kwarki są fermionami, co oznacza, że podlegają statystyce Fermiego-Diraca i mają spin połówkowy {\displaystyle \left({\frac {1}{2}}\hbar ,{\frac {3}{2}}\hbar ,{\frac {5}{2}}\hbar ,\dots \right),} gdzie {\displaystyle \hbar ={\frac {h}{2\pi }}} a h jest stałą Plancka.

### Zapach
Wszystkie kwarki opisywane są przez zestaw charakterystycznych wielkości zwanych liczbami kwantowymi. Jedną z nich jest zapach. Mówi się, że dany kwark ma określony zapach, na przykład kwark s ma cechę zwaną dziwnością {\displaystyle (S=-1),} natomiast kwarki c, b i t charakteryzują się odpowiednio liczbami kwantowymi C, B i T. Są to powab (ang. charm), piękno (beauty) i prawda (truth).

### Masa

Graficzne porównanie mas 6 kwarków. Dla porównania po lewej przedstawiono proton i elektron (czerwony punkt)

W związku z faktem uwięzienia kwarków definicja ich masy jest obarczona pewną dowolnością. Dla kwarków definiuje się więc dwa rodzaje masy. Pierwsza z nich to tak zwana masa konstytuentna M, wyznaczona na podstawie faktu, iż masa protonu jest niemal taka sama jak masa neutronu. Zdefiniowano więc masę konstytuentną lekkich kwarków {\displaystyle m_{u}\simeq m_{d}\simeq {\frac {m_{N}}{3}},} gdzie jako {\displaystyle {\frac {m_{N}}{3}}} oznaczono jedną trzecią część masy nukleonu (czyli protonu lub neutronu). Masy konstytuentne są wartościami szacunkowymi, nie można ich wyznaczyć na drodze bezpośrednich pomiarów. Ponieważ w wysokoenergetycznych zderzeniach cząstek zbudowanych z kwarków możliwe jest oddzielenie kwarków od otaczającej je chmury gluonów, wprowadzono drugi rodzaj masy. W wysokoenergetycznych oddziaływaniach hadronów należy więc brać pod uwagę tak zwane masy bieżące m (ang. current mass), nazywane także masami gołymi. Wartości mas bieżących są mniejsze od wartości mas konstytuentnych.
Stosunek masy dwóch najlżejszych kwarków u i d wynosi około 0,56, natomiast stosunek masy kwarka s do masy kwarka d około 20,1.

### Izospin
Inną wielkością charakterystyczną dla kwarków jest izospin (spin izotopowy) I, wielkość kwantowa wprowadzona już w 1932 roku przez Heisenberga, który początkowo proponował traktowanie protonu i neutronu jako dwóch stanów, w których występować może jedna cząstka – nukleon. Z czasem okazało się również, że izospin jest wielkością charakteryzującą kwarki. Formalizm podobny do tego, jaki stosuje się dla spinu przewiduje, iż multiplet o izospinie I ma 2I + 1 składników. Tyle więc wartości przybiera trzecia składowa izospinu, {\displaystyle I_{3}.} Zgodnie z zasadą kwantyzacji przestrzennej, liczba wartości trzeciej składowej izospinu {\displaystyle I_{3}} odpowiada liczbie ustawień wektora izospinu w przestrzeni. Kwarki u i d traktuje się jako dublet izospinowy i przypisuje im izospin {\displaystyle I={\frac {1}{2}},} zaś pozostałe kwarki (s, c, b i t) są izospinowymi singletami {\displaystyle (I=0).}

### Kolor

Cząstki zbudowane z kwarków zawsze mają sumaryczny kolor biały

Kwarkom przypisuje się jeszcze jeden stopień swobody: kolor. Kolory kwarków nie mają nic wspólnego z pojęciem koloru w sensie optycznym – stanowią rodzaje ładunków związanych z oddziaływaniami silnymi. Kolory nie są na stałe przyporządkowane do pojedynczych kwarków, ponieważ między kwarkami zachodzi wymiana kolorów w oddziaływaniach silnych za pośrednictwem gluonów. Wprowadzenie ładunku kolorowego pozwala zachować zasadę Pauliego dla niektórych barionów. Każdy zapach (u, d, s, c, b, t) kwarka występuje więc w trzech różnych kolorach. Wyróżnia się zatem następujące kolory: r (ang. red – czerwony), g (ang. green – zielony) i b (ang. blue – niebieski), oraz antykolory dla antykwarków: r (antyczerwony), g (antyzielony) i b (antyniebieski).

### Pozostałe właściwości
Ładunki elektryczne kwarków są ułamkami ładunku elementarnego i wynoszą {\displaystyle +{\frac {2}{3}}e} lub {\displaystyle -{\frac {1}{3}}e.} Liczba barionowa każdego kwarka q jest równa {\displaystyle B={\frac {1}{3}},} a dla antykwarka {\displaystyle {\overline {q}}} ma wartość {\displaystyle B=-{\frac {1}{3}}.}

## Antykwarki
Ładunki elektryczne oraz liczby kwantowe S, C, B i T antykwarków mają przeciwne znaki. Zebrane właściwości antykwarków przedstawia poniższa tabela.
| Nazwa       | Symbol                          | Generacja | Izospin I | Zapach  | Ładunek e | Masa bieżąca m (MeV/c²) | Masa konstytuentna M [GeV/c²] |         | Antycząstka | Symbol |
| ----------- | ------------------------------- | --------- | --------- | ------- | --------- | ----------------------- | ----------------------------- | ------- | ----------- | ------ |
| antygórny   | {\displaystyle {\overline {u}}} | 1         | −½        | U = −1  | −⅔        | 1,5–4,0[5]              | {\displaystyle \simeq } 0,31  | górny   | u           |        |
| antydolny   | {\displaystyle {\overline {d}}} | 1         | +½        | D = +1  | +⅓        | 4–8[5]                  | {\displaystyle \simeq } 0,31  | dolny   | d           |        |
| antydziwny  | {\displaystyle {\overline {s}}} | 2         | 0         | S = +1  | +⅓        | 80–130[5]               | {\displaystyle \simeq } 0,50  | dziwny  | s           |        |
| antypowabny | {\displaystyle {\overline {c}}} | 2         | 0         | C = −1  | −⅔        | 1150–1350[5]            | {\displaystyle \simeq } 1,60  | powabny | c           |        |
| antyniski   | {\displaystyle {\overline {b}}} | 3         | 0         | B* = +1 | +⅓        | 4100–4400[5]            | {\displaystyle \simeq } 4,60  | niski   | b           |        |
| antywysoki  | {\displaystyle {\overline {t}}} | 3         | 0         | T = −1  | −⅔        | 170900±1800[7]          | {\displaystyle \simeq } 180   | wysoki  | t           |        |

## Układy złożone kwarków
Ważną cechą kwarków jest to, że nie istnieją one oddzielnie, lecz tylko w hadronach, czyli układach cząstek:
- złożonych z 3 kwarków – bariony
- złożonych z 3 antykwarków – antybariony
- złożonych z 2 kwarków – jednego kwarka i jednego antykwarka – mezony.

Własności kwarków zostały wyznaczone na podstawie założenia, że cząstki elementarne mogą składać się z dwu lub trzech takich cząstek. Dowodem poprawności teorii było przewidzenie istnienia cząstki Ω-, składającej się z trzech cząstek dziwnych. W badaniach nad rozpraszaniem cząstek ustalono wewnętrzny rozkład ładunku w protonie oraz potwierdzono istnienie wewnątrz neutronu obszaru ładunku dodatniego i ujemnego, jakkolwiek kwarki mogą poruszać się wewnątrz nukleonu i układ tarczy dla cząstek rozpraszanych w tych eksperymentach mógł być dla kolejnych cząstek z bombardującej wiązki inny. Wynikająca z eksperymentów ciągłość krzywych wewnętrznego rozkładu ładunków jest zapewne tego skutkiem, ewentualnie cząstek wewnątrz tych barionów może być więcej.
Rozważane jest również istnienie tak zwanych hadronów egzotycznych, złożonych z większej ilości kwarków:
- Eksperymenty sugerują istnienie pentakwarków, czyli cząstek zbudowanych z pięciu kwarków, a ściślej mówiąc z czterech kwarków i jednego antykwarka. Od roku 2003 przeprowadzono kilka eksperymentów, na podstawie których zasugerowano istnienie pentakwarka, który posiadałby skład kwarkowy {\displaystyle uudd{\overline {s}}} i masę około 1540 MeV/c².
- W 2013 roku, w japońskim centrum High Energy Accelerator Research, została odkryta cząstka zbudowana prawdopodobnie z czterech kwarków: Zc(3900).
- Postuluje się również istnienie hadronów zbudowanych z sześciu kwarków, nazwanych dibarionami.